# Avenida Costanera (Lima)
La avenida Costanera es una avenida del área metropolitana de Lima, en el Perú. Cuenta con una ciclovía. En marzo de 2014, se inauguró el malecón de la avenida Costanera por parte de la alcaldesa, Susana Villarán; sin embargo, el malecón presentó hundimiento. En 2014, se inauguró el tramo en el Callao, comprendido entre el jirón Vigil hasta el jirón Virú con 2.464 kilómetros. En la inauguración, participó el presidente de la República, Ollanta Humala Tasso, y el presidente regional del Callao, Félix Moreno. El primer tramo de la vía, fue inaugurada el 28 de octubre de 1928, esta terminaba a la altura de la avenida Brasil.